# Paradoxul morții termice
Paradoxul morții termice este un argument de tipul reducere la absurd care folosește termodinamica pentru a arăta imposibilitatea existenței unui univers infinit de vechi. A fost formulat în februarie 1862 de Lord Kelvin și dezvoltat de Hermann von Helmholtz și William John Macquorn Rankine.

## Paradoxul
„Presupunând că universul este etern, apare o întrebare: Cum se face că echilibrul termodinamic nu a fost încă atins?”
Acest paradox teoretic este îndreptat împotriva credinței curente de atunci asupra viziunii clasice a unui univers etern, în care se postula că materia este eternă și fiind recunoscută ca făcând parte din universul dintotdeauna. Paradoxul morții termice provine dintr-o paradigmă privind ideile fundamentale despre cosmos. Pentru a rezolva paradoxul este necesar să se schimbe paradigma.
Paradoxul s-a bazat pe punctul de vedere mecanic rigid al celui de-al doilea principiu al termodinamicii, postulat de Rudolf Clausius și Lord Kelvin, conform căruia căldura se poate transmite doar de la un corp mai cald la unul mai rece. Dacă universul ar fi etern, așa cum se pretindea clasic, ar trebui să fie deja rece și izotrop (obiectele sale ar trebui să aibă aceeași temperatură, iar distribuția materiei sau a radiației ar trebui să fie uniformă). Kelvin a comparat universul cu un ceas care merge din ce în ce mai lent, disipând constant energie sub formă de căldură impalpabilă, deși nu era sigur dacă se va opri pentru totdeauna (atinge echilibrul termodinamic). Conform acestui model, existența energiei utilizabile, care poate fi folosită pentru a efectua lucru mecanic și a produce entropie, denotă că ceasul încă nu s-a oprit – deoarece conversia căldurii în energie mecanică (pe care Kelvin a numit-o scenariu de univers care întinerește) nu a fost luată în considerare.
Conform legilor termodinamicii, orice obiect cald cedează căldură spre mediul său mai rece până când totul este la aceeași temperatură. Pentru două obiecte la aceeași temperatură, schimburile de căldură dintre un corp și altul sunt identice, iar efectul net nu duce la vreo schimbare. Dacă universul ar fi fost infinit de vechi, trebuie să fi fost suficient timp pentru ca stelele să se răcească și să-și încălzească împrejurimile. Prin urmare, peste tot ar trebui să fie aceeași temperatură și fie să nu existe stele, fie totul ar trebui să fie la fel de fierbinte ca stelele. Universul ar trebui astfel să atingă, sau să tindă asimptotic la echilibrul termodinamic, care corespunde unei stări în care nu mai este energie liberă, prin urmare nu este posibilă producerea de lucru mecanic suplimentar: aceasta este moartea termică a universului, așa cum s-a prezis de Lord Kelvin în 1852. Temperatura medie a cosmosului ar trebui, de asemenea, să tindă asimptotic spre zero absolut și este posibil fie atinsă entropia maximă.

## Soluția lui Kelvin
În februarie 1862 Lord Kelvin a folosit existența Soarelui și a stelelor ca o dovadă empirică că universul nu a atins încă echilibrul termodinamic, deoarece producția de entropie și de lucru mecanic sunt încă posibile, și că există diferențe de temperatură între obiecte. În scurt timp după, Helmholtz și Rankine au dezvoltat ideile lui Kelvin. Deoarece există atât stele, cât și obiecte mai reci, universul nu este în echilibru termodinamic, așa că nu poate fi infinit de vechi.

### Cosmologia modernă
Paradoxul nu apare în Big Bang sau în dezvoltarea sa de succes, modelul Lambda-CDM, care presupun că universul a început la aproximativ 13,8 miliarde de ani în urmă, nu suficient de mult pentru ca universul să se fi apropiat de echilibrul termodinamic. Unele perfecționări ulterioare propuse, denumite inflație eternă, restaurează ideea lui Kelvin despre un timp nesfârșit în forma mai complicată a unui multivers etern, în expansiune exponențială, în care se apar continuu universuri nou-născute inaccesibile reciproc, dintre care unele seamănă cu universul în care locuim.

## Paradoxuri înrudite
Paradoxul lui Olbers este un alt paradox, care își propune să infirme un univers static infinit de vechi, dar se potrivește doar la un scenariu de univers static⁠(d). De asemenea, spre deosebire de paradoxul morții termice, se bazează mai degrabă pe cosmologie decât pe termodinamică. Creierul Boltzmann poate fi și el înrudit cu paradoxul morții termice, deoarece se concentrează pe generarea spontană a unui creier (plin cu amintiri false) prin fluctuații⁠(d) ale entropiei într-un univers care a zăcut într-o stare de moarte termică o perioadă nedeterminată de timp.